# Laura Bassi
Laura Bassi (italià: Laura Maria Caterina Bassi Veratti)  (Bolonya, 29 d'octubre de 1711 - Bolonya, 20 de febrer de 1778) fou una física italiana del segle xviii, coneguda per haver estat la primera professora i catedràtica d'una universitat europea.

## Vida
Laura Bassi era filla d'un advocat nadiu del ducat de Mòdena que havia adquirit la ciutadania bolonyesa. Un sacerdot, parent seu, ja va notar l'extraordinari talent de la noia i la seva educació privada, fins als vint anys, va estar a cura de Gaetano Tacconi, metge i professor d'anatomia a la Universitat de Bolonya.
Durant els anys 1720 va participar en nombrosos debats intel·lectuals amb membres de l'acadèmia bolonyesa, cosa que va cridar l'atenció del cardenal Lambertini (futur papa Benet XIV), que aviat va esdevenir el seu protector.
El 1732 es va graduar a la Universitat de Bolonya i va ser nomenada professora d'aquesta institució. Va ser, doncs, la segona dona europea a rebre un grau universitari i la primera a ser professora d'universitat, tot i que no va tenir permís per donar classe a les aules de la universitat fins al 1737.

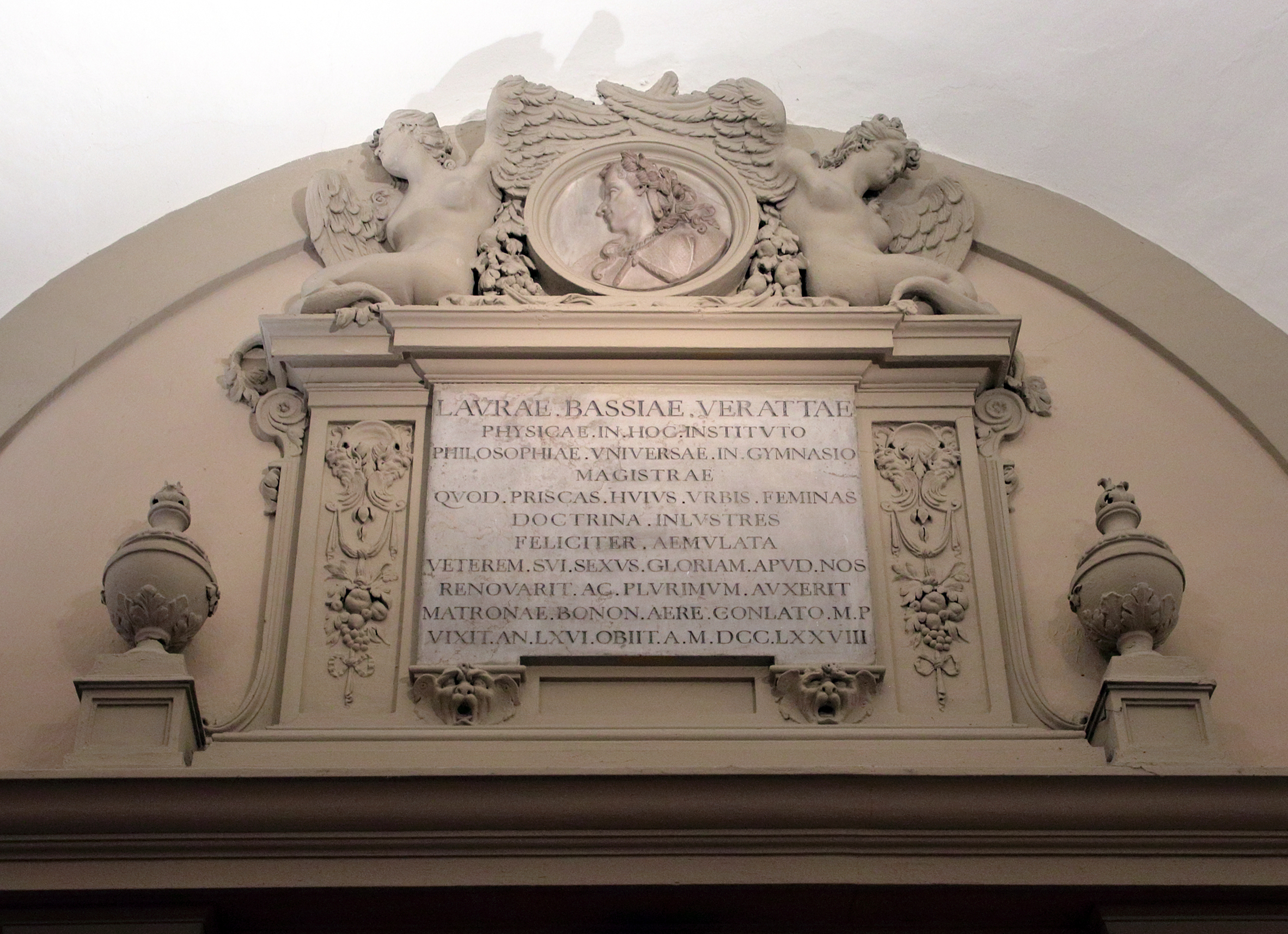
Monument commemoratiu de Laura Bassi al Palazzo Poggi, una de les seus de la universitat de Bolonya.

El 1738 es va casar amb el també professor de la universitat Giuseppe Veratti i van seguir junts la seva carrera de recerca, tot i que aquest matrimoni (i la possibilitat que Laura Bassi, una dona, continués donant classes) no va ser gens ben vist per la comunitat universitària i ciutadana. De tota manera, aquest matrimoni li va permetre continuar freqüentant els cercles intel·lectuals de la ciutat (ni que fos com a esposa de...) i també donar classes, encara que fos a casa seva i no a les aules.
A partir de 1744, el matrimoni va tenir una autèntica escola a casa seva, en què Veratti donava física experimental i Bassi matemàtiques. Per poder desenvolupar aquestes classes, també van establir a casa seva un laboratori ben dotat d'instruments científics. Després de morir Laura Bassi, el seu marit va continuar amb les classes. Els seus experiments amb l'electricitat van influir Luigi Galvani, que havia estat alumne de l'escola de Veratti-Bassi.

## Obra
Tot i que, a partir de 1746, va escriure i presentar cada any un article, tal com establia el seu compromís amb l'acadèmia dels Benedittini, de la qual va ser membre, la major part d'aquests no van ser mai publicats, però se'n conserven els manuscrits.
Els cinc articles que van ser publicats són:
- 1732, De acqua corpore naturali elemento aliorum corporum parte universi
- 1745, De aeris compressione, en el qual qüestiona la validesa de la llei de Boyle-Mariotte quan els gasos són humits
- 1757, De problemate quodam mechanico
- 1757, De problemate quodam hydrometrico, sobre hidràulica[15]
- 1792 (pòstum), De immixto fluidis aere